# Estadio de la Ciudad de los Deportes

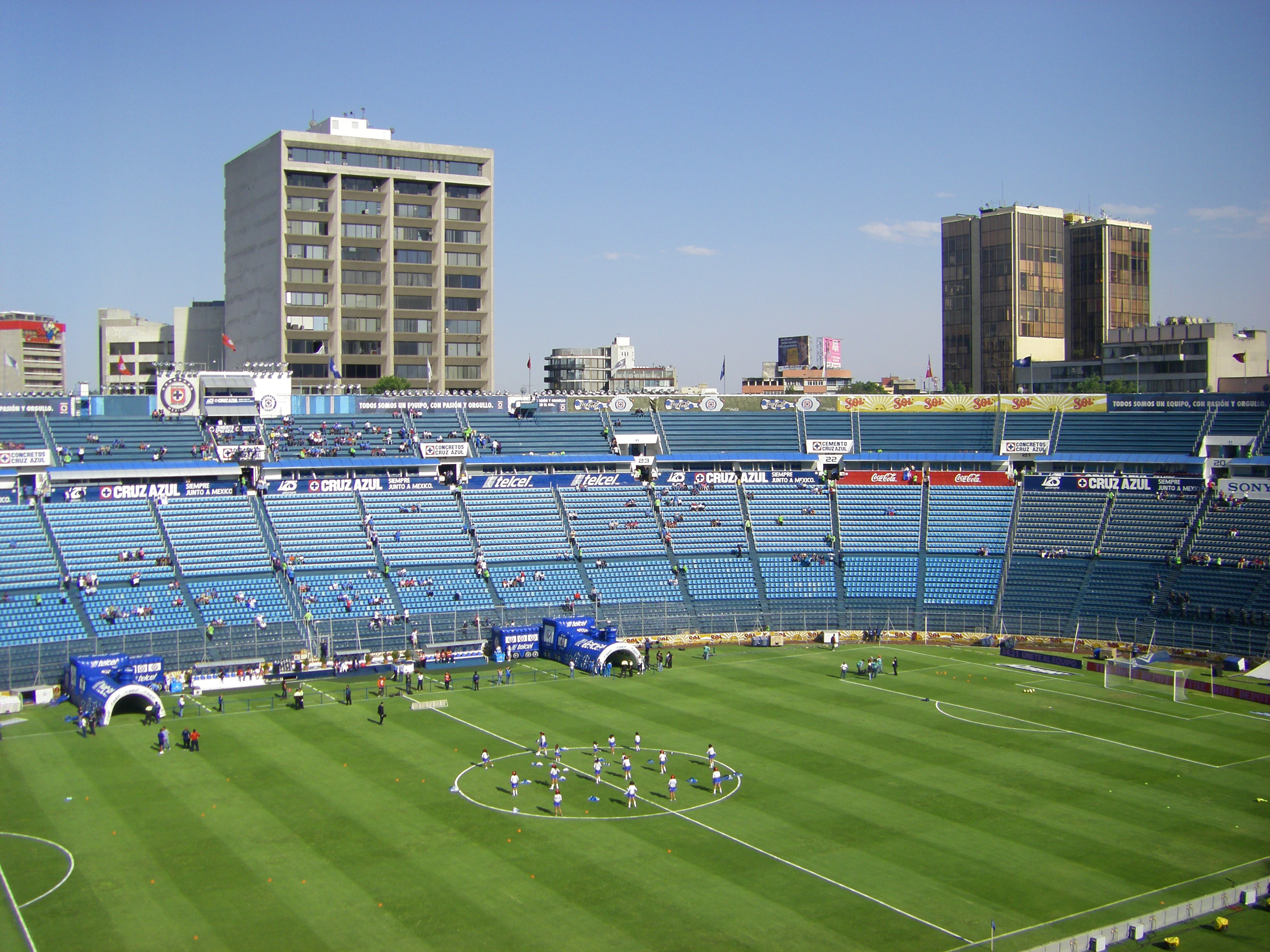
Innenraum des Estadio Azul (Februar 2009)

Das Estadio de la Ciudad de los Deportes (deutsch Sportstadtstadion) ist ein Fußballstadion in der mexikanischen Hauptstadt Mexiko-Stadt. Es diente zwischen 1947 und 1957 sowie erneut von 1983 bis 1996 und auch wieder seit 2020 als feste Heimspielstätte des CF Atlante. Während dieser Zeit trug und trägt es erneut in Anlehnung an die in Dunkelblau und Dunkelrot gehaltenen Vereinsfarben den Beinamen „Estadio Azulgrana“. Dazwischen war es von 1996 bis 2018 Heimspielstätte des CD Cruz Azul und trug in Anlehnung an dessen blaue Spielbekleidung den Beinamen „Estadio Azul“. Zu jener Zeit waren die Sitzplätze des Stadions komplett in Blau gehalten (siehe Fotos), von denen 2021 wieder ein Teil in Dunkelrot gestrichen wurde.

## Geschichte
Die Anlage wurde am 6. Oktober 1946 eröffnet und fasst 35.161 Zuschauer. Am 5. Januar 1947 fand das erste Fußballspiel mit dem CD Veracruz gegen Racing de Avellaneda (2:1) aus Argentinien statt. Das Estadio de la Ciudad de los Deportes ist das drittgrößte Stadion der Stadt und befindet sich in der Delegación Benito Juárez.
Obwohl Mexiko-Stadt bei Einführung des Profifußballs in Mexiko 1943/44 gleich mit fünf Vereinen (América, Asturias, Atlante, España und Marte) in der neu geschaffenen Profiliga vertreten war, verfügte die Hauptstadt zu jener Zeit noch über kein Stadion, das dem ständig wachsenden Publikumsinteresse gerecht geworden wäre. 
Diese unbefriedigende Situation inspirierte den Geschäftsmann Neguib Simón, ein Stadion für rund 40.000 Zuschauer zu errichten. So entstand das Estadio Ciudad de los Deportes. Doch die Vereine bzw. die die Vereine regulierende Liga Mayor, wie der Vorläufer der Primera División noch bis 1950 hieß, zeigten keinerlei Interesse, dort ihre Heimspiele auszutragen. Offiziell wurde dies mit angeblich „schlechten Sichtverhältnissen“ begründet, doch darf angenommen werden, dass man nicht gewillt war, die geforderte Pacht zu bezahlen. 
Durch die hohen Kosten, die der Stadionbau auf der einen Seite verursacht hatte, und der Nichtvermietbarkeit des Objektes auf der anderen Seite, befand sich Simón in einer schwierigen finanziellen Lage. Der auf ihm lastende Druck verstärkte sich noch dadurch, weil ein gewisser Maximino Ávila Camacho sich die Immobilie angeblich unter den Nagel reißen wollte. Daher hatte der Spekulant Moisés Cosio leichtes Spiel, als er Simón anbot, ihm das Stadion abzukaufen. Cosio erwarb nämlich außerdem noch den Parque Asturias, in dem die Hauptstadtvereine bis dato für gewöhnlich ihre Heimspiele ausgetragen hatten, und entzog es dann dem Fußball. So konnte er sichergehen, dass die Liga Mayor den Neubau, für den er gleichzeitig die Pacht erhöhte, nicht mehr ablehnen konnte. 
Doch Cosio hatte sich verspekuliert. Denn die Liga Mayor war nicht gewillt, die höhere Pacht zu bezahlen und setzte kurzerhand die Meisterschaft aus. Schließlich schaltete sich der Präsident von Mexiko ein und ordnete die Wiedereröffnung des Parque Asturias sowie eine angemessene Pacht für das Estadio Ciudad de los Deportes an. Einige Jahre später wurde das Estadio Olímpico Universitario für die Olympischen Sommerspiele 1968 eröffnet, das sich schnell zur neuen Bühne des Hauptstadtfußballs entwickelte.
Nachdem der Club Atlante das Stadion zu seiner festen Heimstätte auserkoren hatte, wurde der Stadionname den Vereinsfarben entsprechend in Azulgrana (Blaurotes Stadion bzw. – noch genauer – Blau-granatrotes Stadion) geändert. Eine Besonderheit des Stadions ist, dass es in Form einer Grube gebaut ist und das Spielfeld sich unterhalb des Straßenlevels befindet. 
Obwohl Mexiko zweimal Gastgeber einer Fußball-Weltmeisterschaft war (1970 und 1986), wurde im Estadio Azul kein WM-Spiel ausgetragen.
Von 1996/97 bis 2017/18 war die Anlage feste Heimat des CD Cruz Azul, der seit der Saison 2018/19 wieder im Aztekenstadion spielt, nachdem der Mietvertrag für das Estadio de la Ciudad de los Deportes am 31. Mai 2018 ausgelaufen war. Der Verein hatte das Aztekenstadion bereits von 1971 bis 1996 als Heimspielstätte genutzt. Geplant war der Bau eines eigenen Stadion mit 40.000 bis 50.000 Plätzen, das bisher nicht realisiert wurde. Für die Errichtung  des Nuevo Estadio Azul war ein Zeitraum von drei bis fünf Jahren veranschlagt. Bereits im September 2017 wurde der Parque Ecológico Cuitláhuac im Bezirk Iztapalapa als Standort des Neubaus präsentiert. Doch aufgrund des massiven Widerstands der Parknutzer verzögerte sich das Neubauvorhaben. Das Gelände des neuen Stadions sollte sich auf etwa 50 Hektar erstrecken, was etwa ein Drittel der gesamten Parkfläche ausmachen würde.
Ende Juli 2018 wurden die Pläne für den zunächst geplanten Abriss des Estadio de la Ciudad de los Deportes auf Eis gelegt und zunächst bis mindestens 2020 verschoben. Am 28. April 2018 sowie am 12. Mai 2019 fanden der Tazón México III bzw. IV, das Endspiel der Liga de Fútbol Americano Profesional, im Estadio Azul statt. Im Oktober 2018 sprachen sich Vertreter des Bezirks Benito Juárez gegen den Abriss und den Bau eines Einkaufszentrum aus. Seit der Saison 2020/21 ist das Stadion wieder Heimspielstätte des Fußballvereins CF Atlante.